# Tugtupit
Tugtupit – minerał z gromady krzemianów (berylokrzemian), z grupy sodalitu. Znany od 1962 r. i uznany przez IMA (1962 r.). Minerał należy do grupy minerałów rzadkich.
Nazwa pochodzi od miejsca znalezienia i występowania tego minerału: Tugtup agtâkorfia, Tunugdliarfik, na Grenlandii.

## Charakterystyka

### Właściwości
W świetle ultrafioletowym wykazuje efekt fluorescencji.

### Występowanie
Produkt hydrotermalny, spotykany w syenitach nefelinowych i skałach pokrewnych.
Miejsca występowania:
- Grenlandia – Tugtup agtâkorfia, Tunugdliarfik, Narsaq municipality, Kvanefjeld tunnel, Kuannersuit (Kvanefjeld) plateau, Ilimaussaq complex, Kitaa (Zachodnia Grenlandia).

### Zastosowanie
- ma znaczenie gemmologiczne